# Personajele din Chrono Trigger
Chrono Trigger este un joc video de rol lansat în 1995 și creat de către Square Co. pentru consola Super Nintendo Entertainment System. Personajele jocului sunt numeroase și provin din diverse ere.

## Protagoniștii principali
Numele personajelor sunt cele inițiale date de joc, care pot fi schimbate după voia jucătorului.

### Crono
Crono (クロノ Kurono?), este personajul principal. El locuiește împreună cu mama sa (al cărei nume este Gina în versiunea japoneză) în orășelul Truce ce face parte din Regatul Guardia. Întâlnirea sa cu Marle la bâlci începe aventura sa ce aduce la salvarea lumii. Când el și echipa sa se confruntă cu Lavos în Palatul Oceanului din Regatul Zeal în 12,000 B.C., el se sacrifică pentru a-și salva prietenii, dar este înviat înapoi mai târziu. Deși celelalte personaje au multe linii de dialog, Crono este un protagonist mut. Reacțiile sale în legătură cu evenimentele ce se întâmplă sunt ghicite prin semne sau gesturi, deseori folosite pentru a amuza jucătorul. Arma sa este o katana și o dată ce obține puteri magice, tehnicile lui devin legate de fulger. În versiunea japoneză originală, elementul lui Crono este Ten (天?), ceea ce semnifică „rai”.
Versiunea de pe PlayStation a lui Chrono Trigger conține o scenă FMV la sfârșit care îi arată pe Crono și pe Marle căsătorindu-se. Deși un al doilea FMV arată căderea Regatului Guardia în anul 1005 dC., nu se mai dau informații adiționale asupra lui Crono. În continuarea jocului, Chrono Cross, Crono, Marle și Lucca apar ca niște copii.

### Marle
Marle (マール Māru?), este prințesa băiețoi a regatului Guardia, numele ei adevărat fiind Prințesa Nadia. Certându-se de multe ori cu tatăl său, regele, și fiind plictisită de viața regală, se strecoară din castel și se duce la Bâlciul Mileniului. Aici ea se întâlnește cu Crono și încearcă teleportorul lui Lucca, care reacționează cu pandantivul ei, creând o distosiune a timpului și trimițând-o în 600 d.Hr., ceea ce declanșează evenimentele jocului. Ea este vivace, optimistă și ambițioasă. Arma lui Marle este arbaleta; când învață să folosească magie, poate utiliza vrăji de "Gheață" și magii vindecătoare. Pe parcursul jocului apare o poveste secundară care ilustrează disputa dintre Marle și tatăl său.

### Lucca
Lucca (ルッカ Rukka?) este o inventatoare dotată cu geniu, prietena lui Crono din copilărie. Folosindu-se de inteligența și de creativitatea sa, Lucca a proiectat multe dispozitive, cum ar fi un robot de luptă numit Gato ("Gonzales" versiunea japoneză) și un teleportor de scurtă distanță. Această ultimă invenție a trimis-o pe Marle în trecut, începând aventura pentru a salva planeta. Se învinuiește singură pentru un accident ce i-a paralizat mama de la brâu în jos în 990 d.Hr., o întâmplare care a motivat-o să se apuce de învățat știință. La un moment dat în joc, ea are posibilitatea să schimbe acest fapt. Lucca se luptă cu un pistol și cu un ciocan, iar când învață să folosească magie ea poate utiliza vrăji de „Foc”. Cel mai apropiat prieten al ei este Robo, care îi oferă un cadou într-o poveste secundară în 1000 d.Hr.
În scena FMV finală de pe versiunea pe Playstation Chrono Trigger, jucătorul află că Lucca a creat un mini-robot care seamănă cu Robo și că a găsit un bebeluș orfan pe care l-a adoptat. În Chrono Cross, unde este numită Dr. Lucca Ashtear, casa ei a fost transformată într-un orfelinat. Bebelușul este de fapt Kid, clona lui Schala. În Xenogears, un alt joc Square, Lucca apare scurt în satul Lahan. Masato Kato a dezvăluit în interviuri că Lahan este unul din locurile proiectate pentru joc, ceea ce poate explica de ce Lucca apare acolo.

### Frog
Frog (カエル Kaeru?, "broască") este un cavaler din 600 d.Hr., al cărui nume adevărat este Glenn. Este subînțeles că a fost un scutier sub Cyrus, un "Cavaler al Mesei Pătrate." El a văzut cum Magus l-a omorât pe Cyrus, și a fost transformat într-o broască antropomorfă de vrăjitorul întunecat. Frog și-a dedicat viața să o protejeze pe Regina Leene și s-a jurat să-l răzbune pe Cyrus prin moartea lui Magus. Învinuindu-se singur pentru că nu a fost destul de puternic pentru a-l salva pe Cyrus, Frog este cavalerul ce a rămas adâncit în trecut. El este adevăratul mânuitor a sabiei Masamune, o sabie antică care poate să îl învingă pe Magus. Frog mai târziu liniștește fantoma lui Cyrus, regăsindu-și curajul și limpezindu-și conștiința, și are posibilitatea să îl învingă pe Magus sau să se alieze cu el. Arma lui Frog este sabia și e poate învăța magie de „Apă” o dată ce îl întâlnește pe Spekkio.
Numele japonez al lui Frog, Kaeru, este un joc de cuvinte deoarece poate fi citit ca "broască"（蛙）sau ca verbul "a se transforma, a se schimba" (変える）. Frog vorbește arhaic (aproximativ corect într-o anumită măsură deoarece unele din propozițiile sale nu sunt gramaticale). Este interesant faptul că nimeni din era lui nu mai vorbește așa. Când Frog este arătat în trecut când era Glenn, el vorbea normal. În versiunea japoneză el nu vorbește cu accentul „Evului Mediu” ci vorbește normal, fiind uneori nepoliticos. În Chrono Cross, un personaj asemănător cu Glenn apare, dar nu are nicio legătură cu Frog.

### Robo
Robo (ロボ?) este un robot al cărui scop inițial fusese să asiste oamenii la Proto Dome. Numele lui adevărat este Prometheus și seria lui este R66-Y. Un robot cu personalitate, a fost inactivat în timpul apocalipsei din 1999 d.Hr., dar Lucca îl găsește și îl repară în 2300 d.Hr. O dată ce este reactivat, el nu își mai amintește misiunea originală și se alătură echipei. Își folosește brațul robotic drept armă și laserele lui pot imita magia de "Umbră". Într-o misiune secundară, Robo este pedepsit de creatorul său corupt, "Creierul Mamă", pentru că a ajutat oamenii, și își reîntâlnește companioana robot, Atropos XR. Într-o altă misiune secundară, Robo stă patru sute de ani să refacă pădurea lui Fiona, și se gândește în acest timp despre existența unei "Entități", a o ființă care i-a ghidat pe Crono și pe echipa sa pe parcursul timpului pentru un motiv necunoscut. El își explică teoria echipei când se reîntâlnesc în fața Sanctuarului Pădurii în 1000 d.Hr.
În versiunea japoneză, Robo are un limbaj unic: el vorbește cu katakana deseori și are probleme cu pronunția cuvintelor. Majoritatea roboților vorbesc în katakana, în afara lui Johnny. În Chrono Cross, Robo apare ca "Circuitul Prometheus" eliminat de către FATE, iar Masato Kato a a confirmat acest fapt.

### Ayla
Ayla (エイラ Eira?) este șefa tribului Ioka din 65,000,000 î.Hr. care este constant la război cu Reptitele: o rasă de reptile inteligente și evoluate. Personajul său este curajos, încrezut și inocent. După ce Lavos lovește planeta, praful se răspândește în atmosferă și blochează razele Soarelui. Acest fapt declanșează o epocă de gheață și provoacă extincția reptitelor; Ayla se retrage deci de la funcția sa de șefă. Ea nu poate folosi magie deoarece s-a născut înainte ca omenirea să devină genetic capabilă să o folosească (după cum este explicat mai în detaliu în Chrono Cross). Ea se bazează pe lupta înarmată și pe îndemânarea în bătălie.
Numele lui Ayla poate fi o aluzie la seria Earth's Children a lui Jean Auel, al cărei protagonist este o fată preistorică înaltă, blondă, cu ochii verzi numită Ayla. Se poate referi și la tayra (Eira barbara), deoarece costumul său conține o coadă blănoasă asemănătoare a celei aparținând animalului. În scena cinematografică finală de pe PlayStation a lui Chrono Trigger, Ayla îi împinge o verighetă pe degetul lui Kino, pritenul său și unul din strămoșii lui Marle. Acest fapt îi demonstrează ersonalitatea încrezută și puternică. În Chrono Cross, Ayla nu apare, dar o fată preistorică numită Leah seamănă deosebit de mult cu ea în fapt și în vorbă. Ea îi spune lui Serge la sfârșitul jocului că își va numi copilul "Ayla", un nume ce pentru ea înseamnă "Un nou cântec pentru pământ".

### Magus
Magus, cunoscut în Japonia sub numele de Maou (魔王 Maō?, „regele demonilor”), este vrăjitorul întunecat care este la război cu Regatul Guardia în 600 d.Hr. Magus a fost la început Janus, tânărul prinț al Regatului Zeal în 12000 î.Hr. După o întâlnire cu Lavos, el a fost trimis printr-o poartă a timpului în Evul Mediu. Dornic de răzbunare, întunecat, închis și puternic, el este continuu îngrijorat de soarta sorei sale, Schala. El se luptă folosind o coasă și cu vrăji ce combină mai multe elemente. El este un personaj opțional, dar rămâne un personaj foarte important în echipa Chrono Trigger, și a apărut în trei bătălii de personaje GameFAQs.
Cuvântul "magus" este singularul cuvântului "magi", un cuvânt latin ce este la baza cuvintelor "mag," "magie," și "magician." Numele japonez al lui Magus, Maō, se poate traduce aproximativ la "regele demonilor" și este folosit mai mult ca un titlu decât ca un nume.

## Antagoniști

### Ozzie, Slash, și Flea
Ozzie, Slash, și Flea sunt cei trei generali ai lui Magus care îl ajută în războiul său contra rasei umane în 600 d.Hr. Ei locuiesc castelul lui Magus și încearcă să îi oprească pe Crono și pe prietenii lui în timp ce Magus îl invocă pe Lavos. După ce Magus este înghițit de poarta timpului creată, el este trimis în 12000 î.Hr., iar ei se refugiază în fortul lui Ozzie de la est.
Ei apar și în continuarea jocului, Chrono Cross, ca niște răufăcători ascunși și sunt porecliți "cavalerii mistici".

#### Ozzie
Ozzie, cunoscut în versiunea japoneză ca Vinegar (ビネガー Binegā?, „Oțet”), este un mistic mare și gras. Ozzie l-a găsit pe Janus când a fost trimis de o poartă a timpului în Evul Mediu și l-a ajutat să-și dezvolte puterile magice. Dar Janus a devenit prea puternic pentru Ozzie și rolurile s-au schimbat: Janus a devenit Magus și noul lider al Misticilor. Ozzie i-a rămas fidel în lupta sa contra regatului Guardia și contra rasei umane și a devenit generalul principal al lui Magus. Jucătorul trebuie să se lupte cu Ozzie în timpul bătăliei de la Podul Zenan și în castelul lui Magus. Ozzie poate fi întâlnit o a treia oară într-o misiune secundară unde se pitește în castelul său. Aici el este echipat cu Pantalonii lui Ozzie care sunt purtați pe cap, și se autonumește "Marele Ozzie". Flea și Slash încă lucrează pentru el, și cei trei încep o luptă finală contra protagoniștilor. 
În Chrono Cross, Ozzie poartă armură și pantaloni mov. El are și un mohawk și o barbă portocalii.

#### Slash
Slash, în limba japoneză Soysau (ソイソー Soisō?), este un Mistic obsedat de săbii. Numele lui în limba engleză este un omagiu adus chitaristului Slash al grupului Guns N' Roses. Este considerat drept un mare spadasin și din această cauză se bucură când Crono și Frog ajung în castelul lui Magus. Dearece nu reușește să îi oprească pe protagoniști, Slash obține o sabie mai bună, Slasher 2, și își schimbă numele în Super Slash. El este învins în bătălia celor 3 Mistici cu eroii principali la Fortul lui Ozzie. În versiunea japoneză a jocului, Slash este mai respectuos și mai demn când vorbește. În Chrono Cross, Slash este ras, are o coadă și poartă veșminte identice, numai că sunt albastre.